# Acústico ao Vivo (álbum de Oficina G3)
Acústico ao Vivo é o segundo álbum ao vivo da banda de rock cristão Oficina G3, sendo o quinto trabalho do grupo e o último pela Gospel Records, gravado em São Paulo na casa de shows Olympia. Seu repertório foi composto das canções dos trabalhos anteriores, especialmente do projeto de estúdio Acústico, cujos músicos do conjunto unem o virtuosismo instrumental com a sonoridade acústica.

## Antecedentes
Em comemoração a mais de 10 anos de carreira, o Oficina G3 lançou Acústico em 1998. O álbum trouxe regravações de músicas antigas na voz do novo vocalista PG, e duas inéditas - uma delas "Autor da Vida", que foi a música de trabalho.

## Gravação
O álbum foi gravado em 21 de junho de 1999 na casa de shows Olympia, em São Paulo, com as músicas do projeto Acústico e outras regravações. O ex-vocalista Luciano Manga participa em "Pirou".

## Lançamento e recepção
| Críticas profissionais | Críticas profissionais |
| Avaliações da crítica  | Avaliações da crítica  |
| Fonte                  | Avaliação              |
| ---------------------- | ---------------------- |
| O Propagador           | [ 4 ]                  |
| Super Gospel           | [ 2 ]                  |

Acústico ao Vivo foi lançado em 1999 pela gravadora Gospel Records, e foi um sucesso comercial e de crítica. O guia discográfico do O Propagador atribuiu uma cotação de 4,5 estrelas de 5 para o álbum, afirmando que o projeto foi um avanço em relação à sua versão de estúdio, e que "fecha muito bem a década de 90 para o grupo, mostrando que de uma banda underground do hard rock, a Oficina G3 poderia se converter para um ícone do rock cristão mainstream sem se forçar".
Em texto para o Super Gospel, Georgeton Leal defendeu que "ao contrário do que muitos saudosistas podem afirmar, a obra não foi uma tentativa de suprimir as raízes musicais do grupo. Foi um passo importante na reinvenção criativa do G3, o qual precisava tomar um novo fôlego após a saída de Manga, seu antigo vocalista". O autor atribuiu uma cotação de 5 de 5 estrelas para o álbum.

## Faixas
1. "Cante" - 4:49
2. "Indiferença" -  4:06
3. "Profecias" - 5:05
4. "Deus Eterno" - 3:32
5. "Quem" - 4:04
6. "Magia Alguma" - 5:21
7. "Mi Pastor" - 5:13
8. "Pirou" - 3:48
9. "Novos Céus" - 4:13
10. "Naves Imperiais" - 4:31
11. "Davi" - 3:41
12. "Solos" - 2:49
13. "Espelhos Mágicos" - 5:42
14. "Autor da Vida" - 5:52
15. "Más que vencedores" - 4:34
16. "Bônus" - 0:46

## Ficha técnica
Banda
- PG - vocal, violão
- Juninho Afram - vocal, violão
- Walter Lopes - bateria, vocal
- Duca Tambasco - baixo, vocal de apoio
- Jean Carllos - piano, rhodes, órgão, sanfona e pandeiro

Músicos convidados
- Ricardinho - percussão
- Arthur - harmônica
- Luciano Manga - vocal em "Pirou"